# Матю Белами
Матю Джеймс Белами (на английски: Matthew James Bellamy) е британски певец, китарист и главен текстописец на рок групата Мюз.

## Биография
Роден е в град Кеймбридж, Англия на 9 юни 1978 г.
От пролетта на 2010 г. Белами излиза с актрисата Кейт Хъдсън. На 9 юли 2011 г. им се ражда син, когото наричат Бингам „Бинг“ Хон Белами (на английски: Bingham 'Bing' Hawn Bellamy).